# 196 (numero)
Centonovantasei è un numero naturale che succede al 195 e precede il 197.

## Proprietà matematiche
- È un numero pari.
- È un numero composto dai seguenti nove divisori: 1, 2, 4, 7, 14, 28, 49, 98, 196. Poiché la somma dei divisori (escluso il numero stesso) è 203 > 196 è un numero abbondante.
- È un numero semiperfetto in quanto pari alla somma di alcuni (o tutti) i suoi divisori.
- È un numero quadrato: il quadrato di 14.
- È parte delle terne pitagoriche (147, 196, 245), (196, 315, 371), (196, 672, 700), (196, 1365, 1379), (196, 2397, 2405), (196, 4800, 4804), (196, 9603, 9605).
- È un numero palindromo nel sistema di numerazione posizionale a base 13 (121).
- È un numero pratico.
- È considerato il più basso numero di Lychrel, anche se ciò non è stato ancora dimostrato.[1]

## Astronomia
- 196P/Tichy è una cometa periodica del sistema solare.
- 196 Philomela è un asteroide della fascia principale del sistema solare.

## Astronautica
- Cosmos 196 è un satellite artificiale russo.